# Jason Becker
Jason Becker (* 22. Juli 1969 in Richmond, Kalifornien) ist ein US-amerikanischer Komponist und ehemaliger Gitarrist, vornehmlich des neoklassischen Metal. Becker ist von ALS betroffen, einer degenerativen Krankheit des motorischen Nervensystems, deretwegen er inzwischen keine Instrumente mehr spielen kann.

## Stil
Wie viele andere neoklassische Gitarristen (z. B. Yngwie Malmsteen) studierte Becker die Arbeiten von Niccolò Paganini, dessen 5. Caprice (original in a-Moll, von ihm gespielt in d-Moll) er später für sein Lehrvideo adaptierte.
Becker benutzt in seinem Spiel sehr schnell gespielte Skalen und Arpeggien zusammen mit Sweep Picking, um figurale Stücke aus dem Barock imitieren zu können.

## Werdegang
Im Alter von 16 Jahren wurde er Mitglied des von Mike Varney produzierten Duos Cacophony, in dem auch Beckers Freund und späterer Gitarrist von Megadeth, Marty Friedman, mitwirkte. Zusammen veröffentlichten sie die Alben Speed Metal Symphony (1987) und Go Off! (1988), die sie einer breiteren Öffentlichkeit als Virtuosen des Gitarrenspiels vorstellten. Die beiden tourten zusammen durch Japan und die USA. Danach verließ Becker das Duo, um 1988 eine Solokarriere mit seinem ersten Album Perpetual Burn zu starten.

## Krankheit
Im Alter von 20 Jahren wurde Becker in David Lee Roths Band aufgenommen und spielte deren Album A Little Ain't Enough ein. Während der Aufnahmen verspürte er ein nach seinen Aussagen „schlaffes Hängen“ seines linken Beines. Eine Untersuchung kurze Zeit später ergab die Diagnose Amyotrophe Lateralsklerose, in den USA auch Lou-Gehrig-Syndrom genannt, nach dem deutschstämmigen Sportler und Krankheitsträger Lou Gehrig. Jason Becker wurde eine Überlebenszeit von fünf Jahren in Aussicht gestellt. Die Aufnahme der Platte, die später Goldstatus erreichte, konnte er nur unter Anstrengung und Verwendung spezieller Technik beenden, an der anschließenden Tour musste seine Teilnahme bereits abgesagt werden.

## PerspectiveundThe Berry Jams
1996 veröffentlichte Becker das Instrumentalalbum namens Perspective, das bis auf Bob Dylans Titel Meet Me in the Morning von ihm komponiert wurde. Mit fortschreitender Krankheit war er später jedoch nicht mehr fähig, Gitarre zu spielen. Stattdessen verwendete er für das Schreiben von Musik ein Keyboard. Als er auch dazu physisch nicht mehr in der Lage war, half ihm sein Freund und Musikproduzent Mike Bemesderfer mit einem speziellen Computer, mit dessen Hilfe man unter Bewegung des Kopfes und der Augen Musik komponieren kann. Dies ermöglichte Becker die weitere Arbeit mit Musik, obwohl er bereits die meisten motorischen Fähigkeiten verloren hatte.
Becker kann mittlerweile nicht mehr sprechen, kommuniziert aber mit den Augen durch ein von seinem Vater entwickeltes System. Obwohl körperlich höchst eingeschränkt, teilt er auf der Rückseite seiner CD Perspective mit: „Ich habe ALS. Es hat meinen Körper zerstört, aber nicht meinen Kopf“. 
Einige Jahre später veröffentlichte Jason Becker die Alben Raspberry Jams (1999) und Blackberry Jams (2003). 2008 kam ein „Best of Jason Becker“-Album heraus mit dem Namen Collection, das neue und unveröffentlichte Titel Beckers beinhaltet, darunter den Song River of Longing mit Greg Howe.
Mittlerweile erschienen zwei Tributalben für Jason Becker namens Warmth in the Wilderness I und Warmth in the Wilderness II, auf denen Gitarristen wie Steve Vai, Paul Gilbert, Marty Friedman, Rusty Cooley und Mattias „IA“ Eklundh Jason Becker mit Stücken ehren, die entweder er in seiner Karriere spielte oder die sie selbst für ihn schrieben. Die Erlöse der Alben gingen an Becker, um ihm mit seiner Krankheit zu helfen. 
2008 brachte der Gitarrenhersteller Paradise Guitars eine „Jason Becker Signature Model“-Gitarre auf den Markt.

## Diskografie
Solo
- Perpetual Burn (1988)
- Perspective (1996)
- The Raspberry Jams (1999)
- The Blackberry Jams (2003)
- Collection (2008) mit Greg Howe
- Triumphant Hearts (2018) mit Glauco Bertagnin, Joe Bonamassa, Chris Broderick, Mattias Eklundh, Michael Lee Firkins, Marty Friedman, Paul Gilbert, Guthrie Govan, Steve Knight, Richie Kotzen, Steve Morse, Hiyoki Okuda, Trevor Rabin, Uli Jon Roth, Joe Satriani, Aleks Sever, Jake Shimabukuro, Steve Vai

Cacophony
- Speed Metal Symphony (1987)
- Go Off! (1988)

David Lee Roth
- A Little Ain't Enough (1991)

Lehrvideo
- Hot Licks – The Legendary Guitar of Jason Becker

## Dokumentationen
- Not Dead Yet (2012)